# SN 1926B
SN 1926B – supernowa odkryta 17 czerwca 1926 roku w galaktyce NGC 6181. W momencie odkrycia miała maksymalną jasność 14,80m.